# Hàm Phong, Ân Thi
Hàm Phong (chữ Hán giản thể: 咸丰县) là một huyện của Châu tự trị dân tộc Thổ Gia, Miêu Ân Thi, tỉnh Hồ Bắc, Cộng hòa Nhân dân Trung Hoa. Huyện này có diện tích 2550 ki-lô-mét vuông, dân số năm 2004 là 36,4 vạn người với 17 dân tộc. Về mặt hành chính, huyện này được chia thành 5 trấn, 5 hương.
- Trấn: Cao Lạc Sơn, Trung Bảo, Thanh Bình, Giáp Mã Trì, Triều Dương Tự.
- Hương: Tiểu Thôn, Đinh Trại, Tiêm Sơn, Hoàng Kim Động, Hoạt Long Bình.